# 党承賜
党承賜（1499年—？），字汝錫，號繁舟，山西太原府忻州人，軍籍，明朝政治人物。

## 生平
正德十四年（1519年）己卯科山西鄉試第二十九名舉人，嘉靖十一年（1532年）中式壬辰科會試第三十一名，三甲第三十九名進士。禮部觀政，授河南光山縣知縣，十五年（1536年）升湖廣道監察御史。

## 家族
曾祖党庠，州同知；祖父党永齡，壽官；父党茂，知縣累封吏部員外郎。母漫氏（累封宜人）。